# Moneta grandis
Moneta grandis är en spindelart som beskrevs av Simon 1905. Moneta grandis ingår i släktet Moneta och familjen klotspindlar. Inga underarter finns listade i Catalogue of Life.